# حافظ فرمانفرماییان
حافظ فرمانفرمائیان (۱۳۰۳–۱۳ تیر ۱۳۹۴) تاریخ‌نگار ایرانی بود. او در سال ۱۳۳۲ دورهٔ دکتری را در دانشگاه جورج تاون به پایان رساند.
او از فرزندان عبدالحسین میرزا فرمانفرما بود.

## آثار
- سیاست و اصلاحات شاه عباس اول
- تحلیل تاریخی سیاست خارجی ایران از آغاز تا امروز، حافظ فرمانفرمائیان، ترجمۀ اسماعیل شاکری، چاپ اول، تهران: دانشگاه تهران، ۲۵۳۵.
- سفرنامه میرزا محمد حسین فراهانی